# Copiapoa cinerea
Espèce
Statut de conservation UICN

 LC  : Préoccupation mineure
Statut CITES
Copiapoa cinerea est une espèce de plantes à fleurs du genre Copiapoa et de la famille des Cactaceae. Elle est originaire d'Amérique du Sud, plus précisément du Chili.

## Description
C'est un cactus de forme sphérique ou colonnaire, mesurant jusqu'à 1m de haut et 20 cm de diamètre[réf. nécessaire]. L'espèce présente un grand nombre de variétés et de formes qui rendent les identifications difficiles. Sa croissance est très lente. Seuls les sujets âgés buissonnent.
Son épiderme est de couleur blanche à cendrée.
La couleur claire est une protection contre l'évaporation. En culture, l'épiderme peut rester de couleur verte.
Les épines sont souvent de couleur noire avec des poils laineux au sommet des sujets âgés.
Les fleurs sont de couleur jaune et mesurent de 1,5 à 2,5 cm de diamètre[réf. nécessaire].

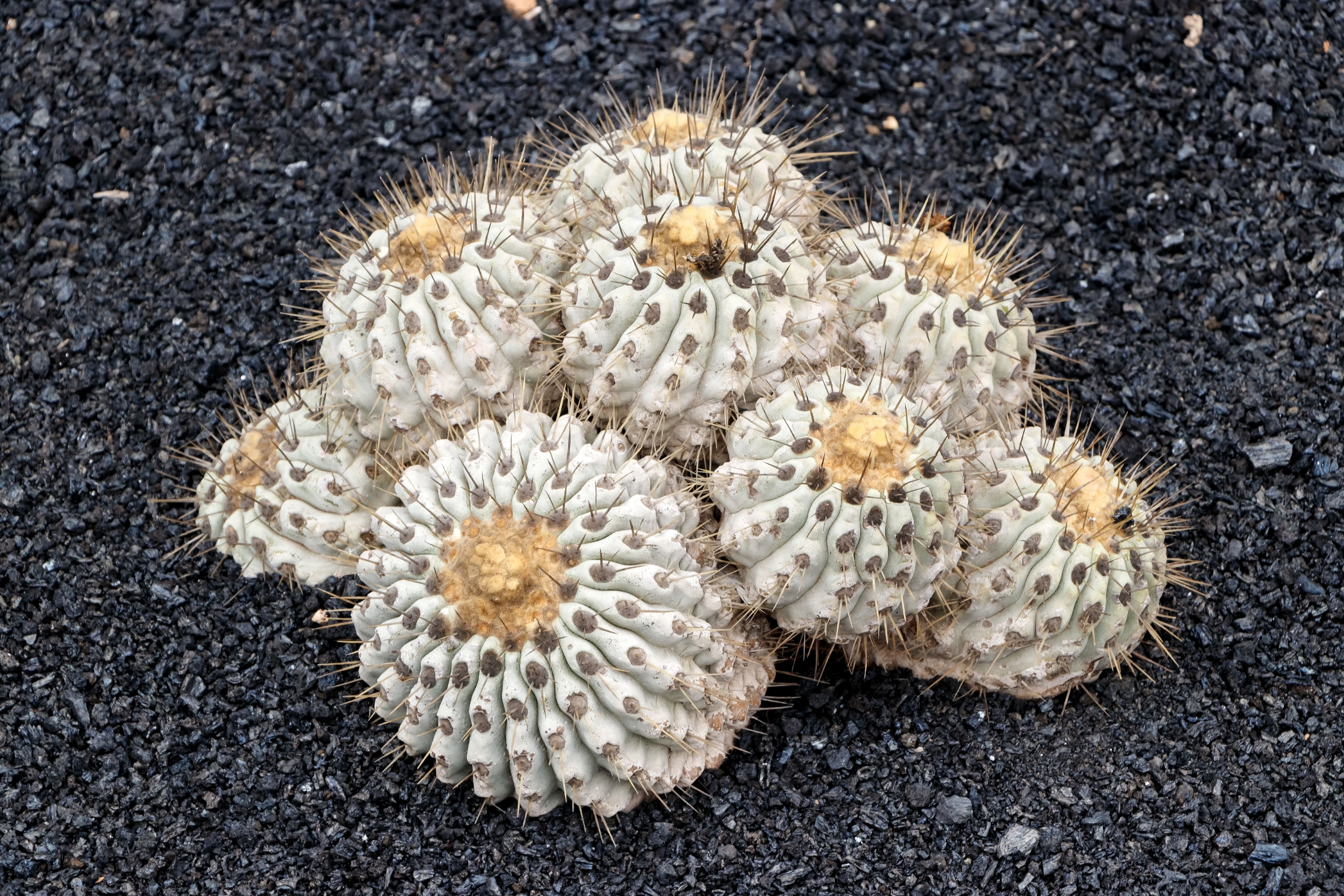
ssp. purpurea.

## Répartition et habitat
Ce cactus est originaire de la région subtropicale d'Antofagasta au nord du Chili. C'est une région côtière extrêmement aride. Cependant, un peu d'humidité est fourni par les brouillards côtiers dus aux courants froids du Pacifique. Ces brouillards apparaissent entre 500 et 800 m d'altitude en début de matinée ou fin d'après-midi.

## Mode de culture
C'est une plante appréciée pour son aspect et le contraste de couleur entre l'épiderme et les épines.
Mais sa croissance est lente et l'espèce est difficile à cultiver ; elle gagne à être greffée.
Très résistante à la sécheresse, elle craint la pourriture.
Elle doit être exposée au soleil, mais protégée des rayons directs en été. Elle préfère les substrats minéraux (pierre ponce, pouzzolane).
Elle doit être arrosée régulièrement en été, mais il faut veiller à bien laisser le sol sécher entre deux arrosages.
La floraison est rare en culture.
En hiver, pour éviter la pourriture, il faut une température minimum de 8 °C et pas d'arrosage.
La reproduction se fait par semis.

## Nomenclature et systématique
L'adjectif cinerea fait référence à la couleur cendrée de l'épiderme.

### Synonymes

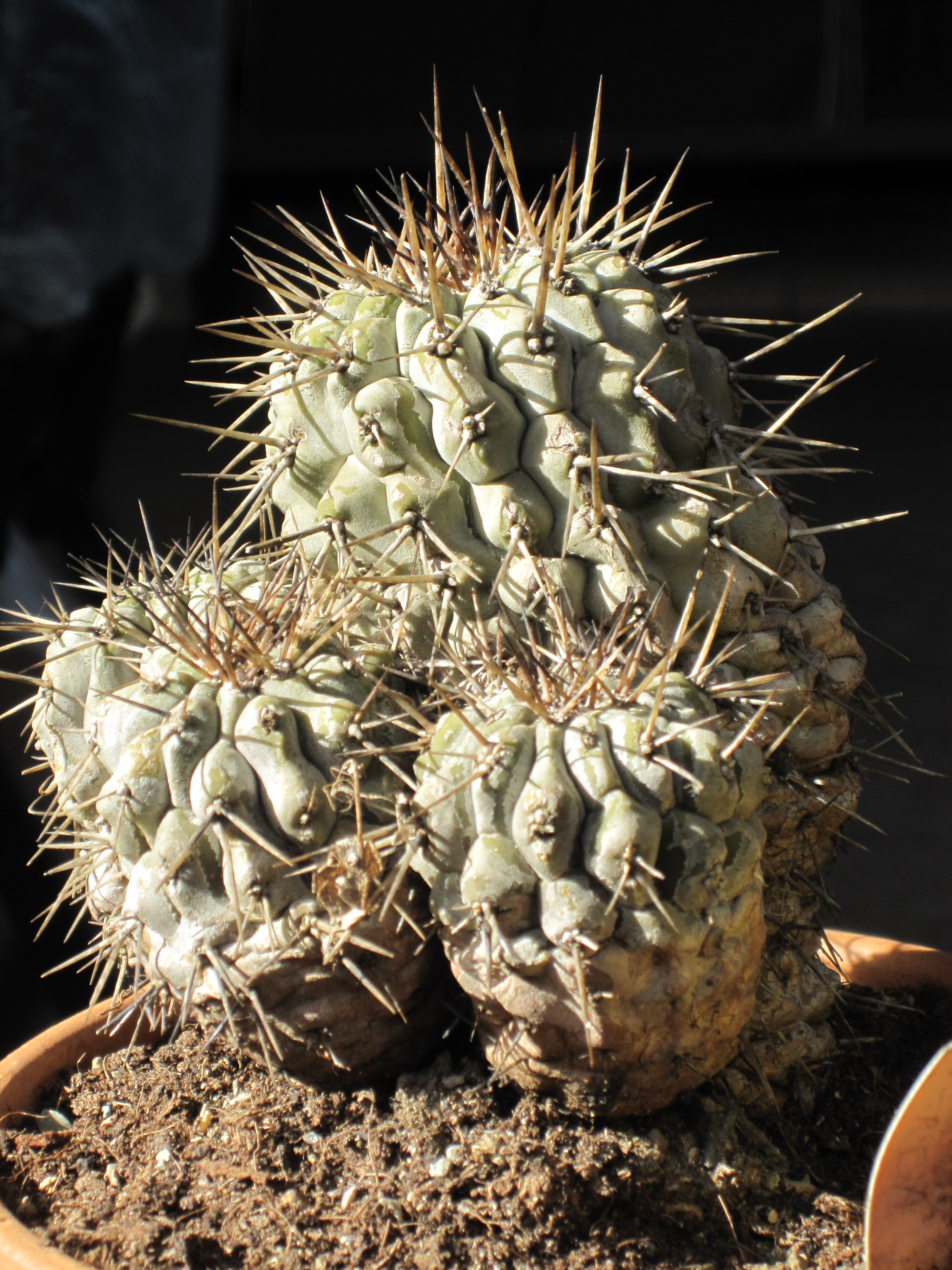
Une ancienne copiapoa cinerea.

- Echinocactus cinereus